# マズルカ作品67 (ショパン)
フレデリック・ショパンのマズルカ作品67（マズルカさくひんろくじゅうなな）は4曲からなるマズルカ作品群。作者が生前に書きためたものを友人ユリアン・フォンタナが一組のものとして1855年に出版している。
4曲の作曲年代は25歳の青年期と、37歳の晩年期のものとを含む。作風は一定していない。

## 作品67-1
Vivace
第42番（パデレフスキ版では第44番）、ト長調。短い左五度、右三度の明るい和声が序奏を務める。右手は常にト長調三度の進行なので技術が必要。明るく華やいだ曲想。中間部はハ長調。右手6度の和声。落ち着いた中に活気がある。1835年作。

## 作品67-2
Lento
第43番（パデレフスキ版では第45番）、ト短調。弱起のD音の後にワルツに近いマズルカが始まる。
ヘミオラの活用により、重苦しい中に活気を演出している。特に右手のみのD-Es-D-A-G-Fis-Esという単旋律は小曲ながら効果を出している。1849年の作。

## 作品67-3
Allegretto
第44番（パデレフスキ版では第46番）、ハ長調。落ち着いた右手6度の和声が好まれて、レ・シルフィードでも引用されている。特に中間部の属調和音は美しい。1835年作。

## 作品67-4
第45番（パデレフスキ版では第47番）、イ短調。半音階を随所に入れた晩年の作。中間部はイ長調の甘美な旋律。1846年作。